# Torneo de Mallorca
El Torneo de Mallorca (o Mallorca Championships) es un torneo de tenis masculino que se celebra en Mallorca desde el año 2021. Pasados 18 años desde que se disputara la última edición del antiguo Torneo de Mallorca, la isla balear recuperó el torneo ATP 250 que se disputa sobre hierba al aire libre en el Country Club de Santa Ponsa. El torneo tiene lugar a finales de junio y sirve a los tenistas como preparación para su participación en el tercer Grand Slam de la temporada, Wimbledon. 

### Edición masculina (1998-2002)
El Torneo ATP de Mallorca fue un torneo de tenis que se disputó como Torneo de Valencia desde el año 1998 hasta 2002, y en su palmarés figuran ex números 1 como Juan Carlos Ferrero, Marat Safin o Gustavo Kuerten.

### Edición femenina (2016-2019)
El Torneo WTA de Mallorca (denominado oficialmente Mallorca Open) es un torneo de tenis femenino que se disputó anualmente en la isla española de Mallorca, sobre hierba al aire libre, entre los años 2016 y 2019. El Grass Court Tournament de Berlín fue el torneo que lo sustituyó a partir de 2020.

## Palmarés

### Individual masculino
| Año              | Campeón             | Subcampeón       | Resultado        |
| ---------------- | ------------------- | ---------------- | ---------------- |
| 1998             | Gustavo Kuerten     | Carlos Moyá      | 6-7(5), 6-2, 6-3 |
| 1999             | Juan Carlos Ferrero | Àlex Corretja    | 2-6, 7-5, 6-3    |
| 2000             | Marat Safin         | Mikael Tillström | 6-4, 6-3         |
| 2001             | Alberto Martín      | Guillermo Coria  | 6-3, 3-6, 6-2    |
| 2002             | Gastón Gaudio       | Jarkko Nieminen  | 6-2, 6-3         |
| 2003- 2020       | No celebrado        | No celebrado     | No celebrado     |
| ↓ ATP Tour 250 ↓ |                     |                  |                  |
| 2021             | Daniil Medvédev     | Sam Querrey      | 6-4, 6-2         |
| 2022             | Stefanos Tsitsipas  | Roberto Bautista | 6-4, 3-6, 7-6(2) |
| 2023             | Christopher Eubanks | Adrian Mannarino | 6-1, 6-4         |
| 2024             | Alejandro Tabilo    | Sebastian Ofner  | 6-3, 6-4         |
| 2025             | Tallon Griekspoor   | Corentin Moutet  | 7-5, 7-6(3)      |

### Individual femenino
| Año  | Campeona             | Subcampeona          | Resultado           |
| ---- | -------------------- | -------------------- | ------------------- |
| 2016 | Caroline Garcia      | Anastasija Sevastova | 6-3, 6-4            |
| 2017 | Anastasija Sevastova | Julia Görges         | 6-4, 3-6, 6-3       |
| 2018 | Tatjana Maria        | Anastasija Sevastova | 6-4, 7-5            |
| 2019 | Sofia Kenin          | Belinda Bencic       | 6-7(2), 7-6(5), 6-4 |

### Dobles masculino
| Año              | Campeones                         | Subcampeones                        | Resultado              |
| ---------------- | --------------------------------- | ----------------------------------- | ---------------------- |
| 1998             | Pablo Albano Daniel Orsanic       | Jiří Novák David Rikl               | 7-6(9), 6-3            |
| 1999             | Lucas Arnold Ker Tomás Carbonell  | Alberto Berasategui Francisco Roig  | 6-1, 6-4               |
| 2000             | Michaël Llodra Diego Nargiso      | Alberto Martín Fernando Vicente     | 7-6(2), 7-6(3)         |
| 2001             | Donald Johnson Jared Palmer       | Feliciano López Francisco Roig      | 7-5, 6-3               |
| 2002             | Mahesh Bhupathi Leander Paes      | Julian Knowle Michael Kohlmann      | 6-2, 6-4               |
| 2003- 2020       | No celebrado                      | No celebrado                        | No celebrado           |
| ↓ ATP Tour 250 ↓ |                                   |                                     |                        |
| 2021             | Simone Bolelli Máximo González    | Novak Djokovic Carlos Gómez Herrera | ret.                   |
| 2022             | Rafael Matos David Vega Hernández | Ariel Behar Gonzalo Escobar         | 7-6(5), 6-7(6), [10-1] |
| 2023             | Yuki Bhambri Lloyd Harris         | Robin Haase Philipp Oswald          | 6-3, 6-4               |
| 2024             | Julian Cash Robert Galloway       | Diego Hidalgo Alejandro Tabilo      | 6-4, 6-4               |
| 2025             | Santiago González Austin Krajicek | Yuki Bhambri Robert Galloway        | 6-1, 1-6, [15-13]      |

### Dobles femenino
| Año  | Campeonas                              | Subcampeonas                         | Resultado        |
| ---- | -------------------------------------- | ------------------------------------ | ---------------- |
| 2016 | Gabriela Dabrowski María José Martínez | Anna-Lena Friedsam Laura Siegemund   | 6-4, 6-2         |
| 2017 | Yung-Jan Chan Martina Hingis           | Jelena Janković Anastasija Sevastova | ret.             |
| 2018 | Andreja Klepač María José Martínez     | Lucie Šafářová Barbora Štefková      | 6-1, 3-6, [10-3] |
| 2019 | Kirsten Flipkens Johanna Larsson       | María José Martínez Sara Sorribes    | 6-2, 6-4         |